# Harry Winer
Harry Stuart Winer (* 4. Mai 1947 in Detroit, Michigan) ist ein US-amerikanischer Filmregisseur, Drehbuchautor und Filmproduzent.

## Leben
Nach seinem Bachelor an der University of Michigan studierte Harry Winer an der Filmhochschule der University of Southern California, wo er seinen Master erhielt. Daraufhin folgte ein Stipendium des American Film Institute, wo er im Regieprogramm bei Filmen wie Blutspur der Killerladies und Der Tag der Heuschrecke mitarbeitete. Mit der Dokumentation The Legend of Bigfoot gab er 1976 sein Regiedebüt. Es folgten Fernsehfilme wie Space Camp, Der geschlagene Mann und Die Bibel – Jeremia, bevor er 2001 mit Slash Media Films seine eigene Produktionsfirma gründete.
Winer ist mit der Schauspielerin Shelley Hack verheiratet und hat mit ihr eine erwachsene Tochter. Sein Vater Sidney J. Winer (1908–2001) war Unternehmer.

## Filmografie (Auswahl)
- 1976: The Legend of Bigfoot
- 1985: Spiegel (Mirrors)
- 1986: Space Camp (SpaceCamp)
- 1990: Leben um jeden Preis (When You Remember Me)
- 1992: Grenzenlose Leidenschaft (Stay the Night)
- 1992: Jagt meine Peiniger! (Taking Back My Life: The Nancy Ziegenmeyer Story)
- 1993: Der geschlagene Mann (Men Don't Tell)
- 1993: John F. Kennedy – Wilde Jugend (J.F.K.: Reckless Youth)
- 1996: Hausarrest (House Arrest)
- 1998: Die Bibel – Jeremia (Jeremiah)
- 1999: Im Dunkel der Erinnerung (A Memory in My Heart)
- 2005: Die Tragödie von Clausens Pier (The Dive from Clausen's Pier)
- 2008: Detention – Gejagt (The Deadliest Lesson)